# Sandown Raceway
O Sandown Raceway é um autódromo localizado em Springvale, estado de Vitória, na Austrália, o circuito foi inaugurado em 1962 e possui um traçado de 3.104 km.